# Вадинский район
Ва́динский райо́н — административно-территориальная единица (район) и муниципальное образование (муниципальный район) в Пензенской области России.
Административный центр — село Вадинск.

## География
Район расположен на северо-западе области, граничит на северо-востоке со Спасским, на востоке — с Нижнеломовским, на юге — с Пачелмским и Башмаковским, на западе — с Земетчинским районами Пензенской области, на севере — с Мордовией.
Общая площадь района 1040 км², имеется 81,4 тыс. га сельхозугодий, в том числе 40,2 тыс. га пашни, 16,1 тыс. га лесов. Основную часть земель составляют чернозёмные и лесные почвы.
По территории района протекает река Вад, имеется Вадинское водохранилище с объёмом воды 21,4 млн м³. Имеются запасы 535 тыс. тонн фосфоритов, 1 млн тонн глины, 100 тыс. тонн торфа.

## История
16 июля 1928 года был создан Керенский район в составе Пензенского округа Средне-Волжской области. В него вошла в основном северная часть территории бывшего Керенского уезда Пензенской губернии.
С 1929 по 1935 годы район в составе Средне-Волжского (Куйбышевского) края, с 1936 по 1937 годы — в Куйбышевской области. 27 ноября 1937 года район включён в состав Тамбовской области. В феврале 1939 года передан из Тамбовской области в состав вновь образованной Пензенской области.
17 февраля 1940 года после переименования Керенска в Вадинск район также переименован в Вадинский.
24 апреля 1941 года Вышинский, Гоголь-Борский, Кирилловский и Чернышевский с/с Вадинского района была передана в новый Салтыковский район.
4 октября 1958 года к Вадинскому району были присоединены Вышинский и Кирилловский с/с упразднённого Салтыковского района.
С 26 декабря 1962 года по 30 декабря 1966 года район был упразднён, его территория входила в состав Земетчинского, Беднодемьяновского (Спасского), Нижне-Ломовского, Пачелмского районов.
В соответствии с Законом Пензенской области от 2 ноября 2004 года № 690-ЗПО в районе образовано 12 сельских поселений (сельсоветов), установлены границы муниципальных образований.
22 декабря 2010 года в соответствии с Законом Пензенской области № 1992-ЗПО было упразднено 5 сельсоветов с включением их территорий в состав других сельсоветов.

## Население
| 1939   | 1959    | 1970    | 1979    | 1989    | 2002    | 2009  |
| ------ | ------- | ------- | ------- | ------- | ------- | ----- |
| 49 959 | ↘27 367 | ↘21 263 | ↘16 574 | ↘14 137 | ↘11 218 | ↘9836 |
| 2010   | 2011    | 2012    | 2013    | 2014    | 2015    | 2016  |
| ↘9807  | ↘9754   | ↘9521   | ↘9253   | ↘8992   | ↘8785   | ↘8575 |
| 2017   | 2018    | 2021    |         |         |         |       |
| ↘8454  | ↘8199   | ↘7377   |         |         |         |       |

## Административное деление
В Вадинский район как административно-территориальное образование входят 7 сельсоветов.
В муниципальный район входят 7 муниципальных образований со статусом сельских поселений.
| № | Муниципальное образование     | Административный центр | Количество населённых пунктов | Население | Площадь, км2 |
| - | ----------------------------- | ---------------------- | ----------------------------- | --------- | ------------ |
| 1 | Большелукинский сельсовет     | село Большая Лука      | 10                            | ↘778      | 127,34       |
| 2 | Вадинский сельсовет           | село Вадинск           | 4                             | ↘4062     | 207,03       |
| 3 | Каргалейский сельсовет        | село Каргалей          | 4                             | ↘389      | 66,48        |
| 4 | Рахмановский сельсовет        | село Рахмановка        | 10                            | ↘681      | 273,31       |
| 5 | Серго-Поливановский сельсовет | село Серго-Поливаново  | 3                             | ↗363      | 49,98        |
| 6 | Татаро-Лакинский сельсовет    | село Татарская Лака    | 12                            | ↘599      | 118,75       |
| 7 | Ягановский сельсовет          | село Ягановка          | 9                             | ↘505      | 196,77       |

### Населённые пункты
В Вадинском районе 52 населённых пункта.
| №  | Населённый пункт    | Тип     | Население | Муниципальное образование     |
| -- | ------------------- | ------- | --------- | ----------------------------- |
| 1  | Аксёновка           | деревня | 23        | Ягановский сельсовет          |
| 2  | Алексеевка          | деревня | 22        | Татаро-Лакинский сельсовет    |
| 3  | Артамас             | деревня | 9         | Рахмановский сельсовет        |
| 4  | Аткино              | деревня | 86        | Каргалейский сельсовет        |
| 5  | Богородское         | село    | ↘37       | Рахмановский сельсовет        |
| 6  | Большая Козлейка    | село    | ↘41       | Ягановский сельсовет          |
| 7  | Большая Лука        | село    | ↘416      | Большелукинский сельсовет     |
| 8  | Бутырки             | деревня | 42        | Каргалейский сельсовет        |
| 9  | Вадинск             | село    | ↘4056     | Вадинский сельсовет           |
| 10 | Васильевка          | село    | ↘0        | Рахмановский сельсовет        |
| 11 | Вельяминово         | деревня | 8         | Большелукинский сельсовет     |
| 12 | Вишняки             | деревня | 0         | Татаро-Лакинский сельсовет    |
| 13 | Вторая Лака         | деревня | 23        | Татаро-Лакинский сельсовет    |
| 14 | Выборное            | село    | ↘277      | Татаро-Лакинский сельсовет    |
| 15 | Дубасово            | село    | ↘45       | Рахмановский сельсовет        |
| 16 | Каменка             | деревня | 37        | Большелукинский сельсовет     |
| 17 | Каргалей            | село    | ↘396      | Каргалейский сельсовет        |
| 18 | Кармалейка          | село    | ↘39       | Ягановский сельсовет          |
| 19 | Ключи               | село    | ↘232      | Рахмановский сельсовет        |
| 20 | Коповка             | село    | ↘244      | Рахмановский сельсовет        |
| 21 | Котёл               | село    | ↘254      | Ягановский сельсовет          |
| 22 | Красавка            | деревня | 9         | Татаро-Лакинский сельсовет    |
| 23 | Куриловка           | деревня | 10        | Большелукинский сельсовет     |
| 24 | Лесная Крутовка     | деревня | 82        | Татаро-Лакинский сельсовет    |
| 25 | Летево              | деревня | 12        | Большелукинский сельсовет     |
| 26 | Лопатино            | деревня | 164       | Большелукинский сельсовет     |
| 27 | Луговое             | село    | ↘89       | Серго-Поливановский сельсовет |
| 28 | Малая Козлейка      | село    | ↘16       | Ягановский сельсовет          |
| 29 | Маркино             | деревня | 8         | Ягановский сельсовет          |
| 30 | Мочалейка           | деревня | 22        | Татаро-Лакинский сельсовет    |
| 31 | Нагорная Лака       | село    | ↘24       | Большелукинский сельсовет     |
| 32 | Овчарные Выселки    | село    | ↘27       | Рахмановский сельсовет        |
| 33 | Ольгино             | деревня | 19        | Каргалейский сельсовет        |
| 34 | Пеньки              | деревня | 7         | Ягановский сельсовет          |
| 35 | Польная Крутовка    | деревня | 62        | Большелукинский сельсовет     |
| 36 | Рахмановка          | село    | ↘529      | Рахмановский сельсовет        |
| 37 | Ртищево             | село    | ↘246      | Большелукинский сельсовет     |
| 38 | Русская Шуриновка   | деревня | 2         | Вадинский сельсовет           |
| 39 | Свищево             | деревня | 33        | Серго-Поливановский сельсовет |
| 40 | Серго-Поливаново    | село    | ↘399      | Серго-Поливановский сельсовет |
| 41 | Скуратово           | село    | ↘67       | Ягановский сельсовет          |
| 42 | Снохино             | деревня | 1         | Рахмановский сельсовет        |
| 43 | Сноховка            | деревня | 28        | Татаро-Лакинский сельсовет    |
| 44 | Сошниковка          | деревня | 37        | Татаро-Лакинский сельсовет    |
| 45 | Судакаевка          | деревня | 14        | Татаро-Лакинский сельсовет    |
| 46 | Татарская Лака      | село    | ↘283      | Татаро-Лакинский сельсовет    |
| 47 | Татарская Шуриновка | деревня | 11        | Вадинский сельсовет           |
| 48 | Тенево              | деревня | 119       | Большелукинский сельсовет     |
| 49 | Умет                | деревня | 12        | Рахмановский сельсовет        |
| 50 | Чудовка             | деревня | 5         | Татаро-Лакинский сельсовет    |
| 51 | Щербаковка          | село    | ↘14       | Вадинский сельсовет           |
| 52 | Ягановка            | село    | ↘332      | Ягановский сельсовет          |

Упразднённые населённые пункты:
- 2000 год — деревня Семивражки[25]
- 2015 год — село Красная Поляна и деревня Старая Петровка Рахмановского сельсовета, посёлки Лесной и Новый Путь Серго-Поливановского сельсовета[26].

## Экономика
В 2008 году доходы районного бюджета составили 116367 рублей, расходы — 118339 рублей.
В районе действует 5 сельскохозяйственных предприятий, 45 фермерских хозяйств, 2 подсобных хозяйства.
Основные виды производимой продукции в отрасли растениеводства — зерно, сахарная свёкла, корма для животных, в отрасли животноводства — молоко, мясо. Основные производители сельскохозяйственной продукции — ООО «Аткинское», ООО «Казачье», ООО СПО «Котельское». В 2009 году посевная площадь составила 18912 га, урожайность зерновых — 16,2 ц/г, сахарной свёклы 480,4 ц/г.
В 2009 году произведено 57 тонн мяса, 1632,4 тонн молока. Поголовье крупного рогатого скота составило 4800 голов, в том числе 2239 коров.
На территории района функционируют 6 промышленных предприятий.

## Социальная сфера
На территории района действуют 11 общеобразовательных школ (3 средних и 8 основных); в них обучаются 811 учащихся. Работает профессиональное училище (91 учащийся). В училище ведётся подготовка сварщиков, мастеров сельхозпроизводства, поваров. Имеются: детский сад «Солнышко», дом детского и юношеского творчества, спортивная, музыкальная, воскресная школы.
Работают: 11 библиотечно-досуговых центров, МУК МКДЦ, районная библиотека, два выездных класса детской школы искусств.

## Транспорт
Через территорию района проходит автодорога областного значения Кувак-Никольское — Вадинск — Земетчино.

## Родившиеся в Вадинском районе
- Батяев, Василий Сергеевич — герой Советского Союза;
- Варюшин, Михаил Петрович (1900—1972) — советский военный деятель, полковник (1938 год).
- Жеребцов, Иван Иванович — герой Советского Союза;
- Мокроусов, Иван Тимофеевич — герой Советского Союза;
- Пивоваров, Николай Иванович — кавалер ордена Славы трёх степеней;
- Фатигаров, Александр Семёнович — военачальник, контр-адмирал;
- Канакин, Валерий Владимирович — герой России, полковник, начальник отдела управления «А» ФСБ;
- Мясников, Георг Васильевич — второй секретарь Пензенского обкома КПСС (1961—1964, 1965—1986), секретарь Пензенского обкома КПСС (1964—1965), первый заместитель председателя правления Советского фонда культуры (1986—1991), заместитель председателя правления Российского фонда культуры (1991—1992);
- Черницов, Александр Иванович — председатель правительства Пензенской области (июль 2008 — апрель 2009), заместитель губернатора.